# Thylejren
Thylejren (især lokalt og i lovsprog kaldet Frøstruplejren) er et kollektivt samfund med ca. 100 indbyggere ved Frøstrup i Nordvestjylland.
Kollektivet blev grundlagt i foråret 1970 efter at foreningen Det Ny Samfund købte jorden med formål at afholde en sommerlejr inspireret af Isle of Wight-festivalen i England og Woodstock i USA.

## Beliggenhed
Lejren ligger ved Gl. Aalborgvej nær Langvad i Tømmerby sogn, 1 km øst for grænsen til Thy. Stedet er således egentlig en del af Hanherred. Frøstrup-Hannæs-området (de tre sogne Tømmerby, Lild og Vesløs) hører med til Thisted kommune og bliver af udenforstående tit opfattet som Thy.

## Organisation
Thylejren ejes af foreningen "Det Ny Samfund" der organiseres gennem den årlige generalforsamling. Det bestræbes at beslutninger bliver taget ved konsensus, men afstemninger kan forekomme
Thylejren beskriver på sin hjemmeside, at lejren er et fristed for livets udfoldelser, forviklinger, udviklinger. Der er plads til skæve eksistenser, fantasifulde kunstnere, omsorgsfulde mødre og fædre, shamaner, og hestekvinder og meget andet. Thylejren er både en del af Danmark og det samfund vi alle er en del af, og samtidig er den arnested for nye og inspirerende tanker samt måder at leve på.
Thylejrens grundregler er: Ingen hårde stoffer, ingen vold, ingen tyveri eller hærværk og ingen kamphunde.

## Tidslinje
- 1968: Dannelse af foreningen Det Ny Samfund, i København.
- 1970: Køb af 47 tønder land ved Frøstrup.
- Det Ny Samfund kaldte fra begyndelsen stedet for Thylejren, men af andre bliver den ofte kaldt for Frøstruplejren efter den nærmeste landsby Frøstrup.
- I den første Thylejr i 1970 deltog 2-3.000 mennesker og 25-50.000 turister var på besøg i de 74 dage lejren stod på.
- Storkollektiv fra september til november.
- Natten til den 31. august 1970 blev Hjardemål Kirke besat af 15 aktivister[3].
- 1970 – 1983: Sommerlejr hvert år i juni/juli/august.
- 1974: 4 personer overvintrer.
- 1975 – 76: 7 personer overvintrer.
- 1976 – 77: 20 helårsbeboere. Overlevelseskollektivet Nordlyset dannes.
- 1977: Diskussion i foreningen for og imod fastboende.
- 1979: Omkring 80 beboere.
- 1979 – 1983: Psykoterapeutisk Spirituel Festival, første gøglerfestival, Bhagwan-folkene, Utamaduni. Punk festival.
- 1980: Det Kongelige Bibliotek køber fotografier af alle huse. Stor udskiftning og fraflytning af første generation "Nordlys".
- 1983 – 1986: Ingen musikfestivaler. Få sommergæster. Gøglerne starter deres egen festival på Hesbjerg. "Bøssernes Befrielsesfront" afholder deres træf på Anholt i stedet for i lejren. Siden 1986 ingen organiseret sommerlejr.
- 1990'erne: Der forefindes en velfungerende økologisk indkøbsforening med købmandsbutikken "Bixen", en café og et værtshus. Børn går i skole, nogle efterhånden på efterskole. Stadig kommer nye interesserede til – især fra storbyerne ankommer folk der flytter til landet. Husene bliver af bedre og bedre kvalitet.
- 1995: Lov nr 410 af 14/06/1995 (Gældende) lov om anvendelse af Frøstruplejren[4]
- 2000: Der afholdes "Fede Dage i Thy" og Thylejren Festival, hvor lokale og især unge mennesker ser nye musikere og kunstnere etablere sig (bl.a. L.O.C., Baby Woodrose, Red Warzwawa, BliGlad).
- 2009: Den første erindringsbog om livet i lejren "i gamle dage", det vil sige i forrige århundrede, skrevet af en tidligere beboer ser dagens lys.
- 2010: 40 års fødselsdagen fejres i 2 dage og nætter – før og efter – men især den 4. juli.
- 2011: Der er nu 70 fastboende, en masse unge og en del gæster, så Thylejren eksisterer stadig.
- 2016: den 16.10. udgives sjette udgave af bogen med Michael Perlmutters erindringer "Mit liv i Thylejren 1975 - 1984" med 500 billeder. [5]

Thylejren er medlem af L.Ø.S., Landsforeningen Økologiske Samfund i Danmark.

## Historie

### Sommerlejren
Lejren åbnede den 4. juli 1970, hvor mange af deltagerne ankom til Thisted med særtog fra København. Den varede til midten af september.
Dokumentarfilmen Skæve dage i Thy viser togrejsen, koncerterne og livet i lejren. Filmen er inspireret af Woodstock-filmen, og der indgår musik med bl.a. Gasolin og Gnags. Den findes også i en kortere version kaldet Thy-Lejren 1970.
Indledningsvis blev lejren mødt med både nysgerrighed og en vis forargelse fra de lokale og den øvrige danske befolkning via pressen. Politiet besøgte lejren, men så gennem fingre med salg af narkotika. Jyllands-Posten krævede i en leder den 25. august at der skulle gribes ind. Der blev afholdt en stor politirazzia den 28. august, men ikke fundet nogen stoffer, da lejrboerne var blevet klar over at kortegen var på vej. Nogle lejrboer blev anholdt for vold mod betjente i aktion og for hærværk med en kølle mod en politibil. Da de anholdte stak af, hindrede en stor gruppe mennesker politiet i at forfølge dem. En betjent fik et voldsomt slag i nakken, og politiet opgav derefter resten af indsatsen. 

### Kirkebesættelsen
En mindre gruppe aktivister fra lejren besatte natten til 31. august 1970 Hjardemål kirke, ca. 10 km fra lejren, i en velforberedt aktion. Gruppen bestod af 15 unge kunstnere, filmfolk, studerende og slumstormere, blandt andet Peter Louis-Jensen. Formålet var en happening med angreb på statsmagten og det borgerlige samfund samt krav om at forandre kirkens rolle. På et opslag på kirken stod der bl.a.: "Kirken er blevet kraftigt forskanset og vil ikke kunne tages tilbage uden stærk ydre vold." Gruppen havde spærret sig inde bag barrikader med pigtråd.
Da en stor gruppe mennesker fra lokalsamfundet ikke var indforstået, mødte 50-100 lokale op ved kirken, herunder en del fiskere fra Hanstholm.
Sognepræsten forsøgte at mægle mellem grupperne. Da han stillede sig op på en stige for at tale med aktivisterne gennem et vindue, svarede de afvisende inde fra kirken – revolutionen var begyndt, og han var et »fascistsvin«. Der blev knust en rude indefra. Skårene ramte præsten, der fik et sår i tindingen.
De lokale mænd besluttede derefter at storme kirken. Det skete ved at løsne kirkedøren fra beslagene. Aktivisterne søgte tilflugt i tårnet. De lokales anfører, Bent Christensen, blev slået bevidstløs af en jernstang da han forsøgte at trænge op til aktivisterne. Han fik derefter øgenavnet Bent Jernstang.
Ca. 75 politifolk var sendt til stedet for at dæmpe gemytterne og redde/fjerne aktivisterne. Politiet forsøgte bl.a. at få besætterne ud med tåregas. Videre blodsudgydelse blev stort set undgået. Repræsentanter for lejren mødte også op for at give udtryk for at de ikke stod bag aktionen og for at overtale aktivisterne til at overgive sig.
Besættelsen var planlagt til at vare en uge, men blev afsluttet samme eftermiddag. I kirketårnet fandt politiet et fødevarelager der ville kunne holde i 14 dage, samt vin og snaps og en stor mængde effekter.
Kirkebesætterne blev varetægtsfængslet i tre uger. Sagen endte med temmelig milde domme i april 1971. 13 aktivister fik 25 dagbøder à 20 kroner, og én fik derudover ti dagbøder for vold mod en betjent.
Efter afslutningen af kirkebesættelsen vendte en gruppe af de lokale sig mod lejren, hvor lejrdeltagerne nu ringede til politiet for at få beskyttelse. Der blev ødelagt bl.a. en lejrbutik og et lysanlæg og opstod slagsmål med nogle af lejrdeltagerne, før omkring 50 betjente med hunde fik skilt parterne ad. Politiet forhindrede en folkemængde uden for lejren i at komme ind. 
Fra dagen efter var politiet talrigt til stede i lejren for at forhindre sammenstød mellem hippierne og de lokale unge og yngre mænd, men også for at holde kontrol med narkotika m.v. Efter kirkebesættelsen fik mange af de lokale en mere kritisk eller fjendtlig indstilling til lejren.
Dagen efter indsamlede et fællesmøde i lejren 5.100 kroner, der blev overdraget til sognepræsten i Hjardemål med en erklæring om at man fra lejrens side forstod at lokalbefolkningen havde følt sig krænket over kirkebesættelsen, samt ønske om gensidig respekt mellem livsformerne i lejren og lokalsamfundet

### Efter 1970
I 1970 anlægger myndighederne sag ved byretten i Thisted i henhold til by- og landzoneloven, da bygningerne er opført uden tilladelse.
I 1978 er der ca. 50 beborere. En beboer får konstateret gulsot (smitsom leverbetændelse?). Lejren sættes i karantæne i fire uger af kredslægen i Thisted. Samme år blev 8 huse dømt til nedrivning, men 10 nye bygget. Teaterforestilling på Hjardemål klithotel.
I 1979 er der omkring 80 beboere. Siden da har indbyggertallet ligget på omkring 100 inkl. børn. 
Den årlige generalforsamling blev afholdt i "Det Blå Hus" på Christiania i København. De fastboende fra lejren "kuppede" københavnerne; det vil sige at den gamle kasserer i København blev fyret og en ny fra lejren valgt, og foreningens hjemsted blev flyttet fra København til, Gl. Ålborgvej 16, 7741 Frøstrup, der er lejrens adresse. De følgende sommerlejre blev derefter organiseret af de fastboende og ikke som hidtil af københavnerne. Det første Nordiske Tingmøde, der er udsprunget af Nordisk Samaktion, afholdes. 
De fleste byggerier indtil 1978 dømmes til nedrivning. Dagbøder á 200 kr. indsættes på en spærret bankkonto, fordi beboerne aldrig accepterer dommen. Fra 1983 til 1986 skifter lejren karakter til at være en landsby med skolepligtige børn. Mange huse bliver mere veletablerede, strøm og vand indlægges. Der er omkring 70 fastboende med mange børn og 100–200 sommergæster. 
I 2000 i anledning af lejrens 30 års jubilæum den 4. juli kom Amsterdam Balloon Company fra kollektivet Ruigoord på besøg i en måned og optrådte. En internationalt kendt trancefestival Middle Earth blev afholdt. 
I 2010 bevilger kulturarvsstyrelsen 200.000 kr. til Thisted Museum til en nærmere undersøgelse af hvilken indflydelse Thylejren har haft på befolkningen, lokalsamfundet og livet i Han herred, Hannæs, Thy og omegn. Thisted museum laver en udstilling om Thylejren gennem 40 år.